# Tömlősszájúhal-félék
A tömlősszájúhal-félék (Solenostomidae) a sugarasúszójú halak (Actinopterygii) osztályába és a pikóalakúak (Gasterosteiformes) rendjébe tartozó család.
Ebbe a családba csak egyetlen nem, a Solenostomus nevű tartozik.

## Kifejlődésük
Ez a halcsalád, először a kora eocén korszakban jelent meg, körülbelül 55,8 millió évvel ezelőtt.

## Előfordulásuk
A tömlősszájúhal-félék az Indiai-óceán trópusi részein élnek, Ázsiától Afrikáig.

## Megjelenésük
Ezek a halfajok az álcázás nagymesterei, mivel fejjel lefelé, mozgás nélkül lebegve, olyan élőhelyeken találhatók meg, ahová a testükön levő minták és kinövések segítségével, beleolvadnak a környezetükbe. Testhosszuk nem nagyobb 15 centiméternél. Nagyon hasonlítanak a tűhalfélékre (Syngnathidae), a különbséget, a tömlősszájúhal-féléknél található hasúszók, a nagy, tüskés hátúszó és a csillag alakú csontoslemezek alkotják. A tűhalféléktől eltérően, a nőstény tömlősszájúhal-félék, a hasúszóikat az ikrák tartásához használják, amíg kikel belőlük az ivadék.

## Életmódjuk
A tömlősszájúhal-félék tápláléka, nagyon kicsi rákokból áll, amelyeket szipókaszerű szájukkal szippantanak be. Általában a nyíltabb vizekben élnek, azonban az ívási időszakban, a virágállatok közelébe, vagy a tengerfenék iszaposabb részeire húzódnak, ahol színt és alakot változtatnak, hogy nehezebb legyen a felfedezésük.

## Rendszerezés
A családba az alábbi 1 nem és 6 faj tartozik:
- Solenostomus
  - Solenostomus armatus Weber, 1913
  - Solenostomus cyanopterus Bleeker, 1854
  - Solenostomus halimeda Orr, Fritzsche & Randall, 2002
  - Solenostomus leptosoma Tanaka, 1908
  - Solenostomus paegnius Jordan & Thompson, 1914
  - Solenostomus paradoxus (Pallas, 1770) - típusfaj

## Rokon fajok
A tömlősszájúhal-félék legközelebbi rokonai a tűhalfélék és a csikóhalak (Hippocampus).

## Képek az idetartozó halfajokról

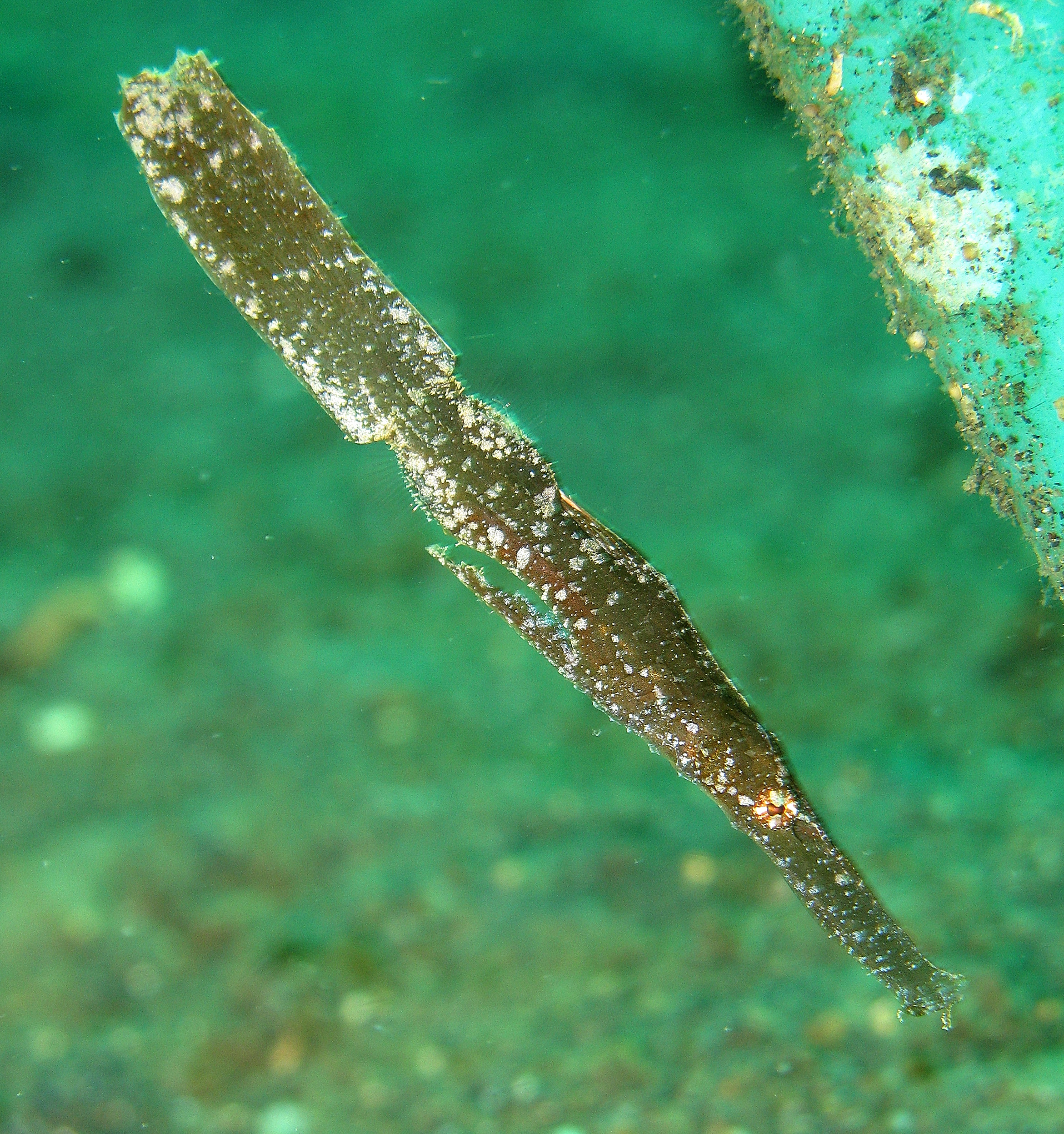
Solenostomus cyanopterus
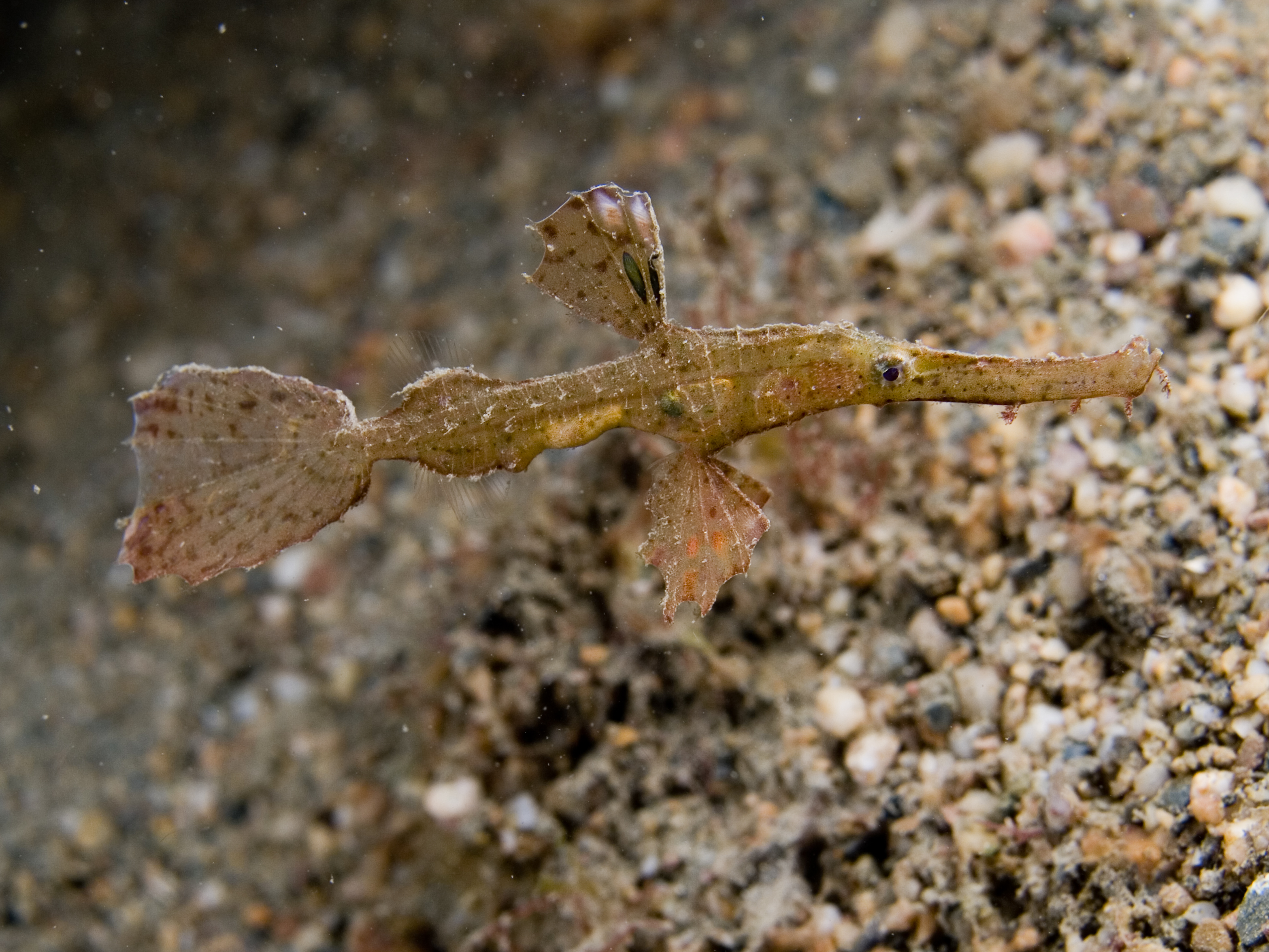
Solenostomus leptosoma
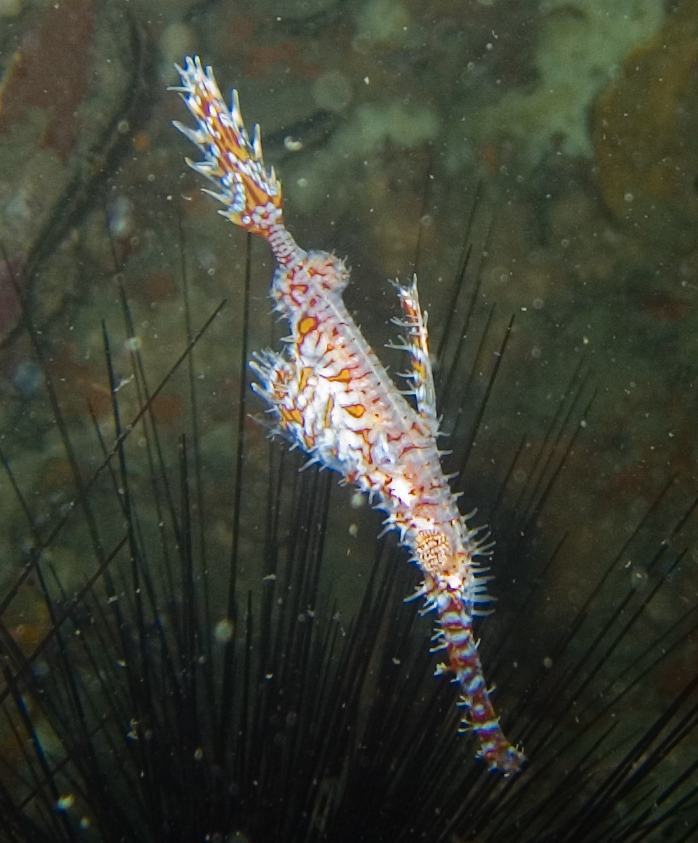
Solenostomus paradoxus

### Fordítás
- Ez a szócikk részben vagy egészben  a   False pipefish című angol Wikipédia-szócikk fordításán alapul.  Az eredeti cikk szerkesztőit annak laptörténete sorolja fel. Ez a jelzés csupán a megfogalmazás eredetét és a szerzői jogokat jelzi, nem szolgál a cikkben szereplő információk forrásmegjelöléseként.